# 如意乡
如意乡（藏語：རུ་བཞི་，威利转写：ru bzhi）是中国西藏自治区昌都市卡若区下辖的一个乡，位于区境中部、扎曲河沿岸，总面积329.8平方千米，2000年人口2600人。如意乡为昌都的近郊乡，产业半农半牧，317国道南北过境，近年经济发展较快。2008年，下辖9个村委会：杜嘎村、桑多村、桑那村、如意村、永嘎村、约日村、达若村、普然村、桑恩村。